# Piñata (album)
Pour les articles homonymes, voir Piñata (homonymie).
Albums de Freddie Gibbs et Madlib
Deeper
(2013) Knicks
(2014)
Albums par Freddie Gibbs
Deeper
(2013) Shadow of a Doubt
(2015)
Albums par Madlib
Rock Konducta Pt. 1
(2013) Piñata Beats
(2014)
Singles
1. Thuggin
Sortie : 21 novembre 2011
2. Shame
Sortie : 22 juin 2012
3. Deeper
Sortie : 3 septembre 2013

Piñata est le premier album studio du rappeur Freddie Gibbs et du producteur de hip-hop américain Madlib, sorti le 18 mars 2014.

## Historique
Thuggin, premier single de l'album, est dévoilé trois ans avant, en novembre 2011.

## Réception
Piñata est bien reçu par la presse à sa sortie. Sur le site Metacritic, il obtient le score 82/100, basé sur dix-neuf critiques.
Ben Cardew du New Musical Express assure que le « flow grossièrement inventif de Gibbs fonctionne parfaitement avec les rythmes imparfaitement humains de Madlib ». Nate Patrin du site Pitchfork considère que Piñata est réussi, résumant : « Peu importe que Gibbs et Madlib furent autrefois considérés comme des artistes jouant pour différents publics - unis dans leurs visions intransigeantes et indépendantes, ils ont mis en place quelque chose que les têtes de hip-hop hardcore devraient apprécier ».

## Liste des titres
| No  | Titre                                                                                       | Auteur                                                                                                   | Durée |
| --- | ------------------------------------------------------------------------------------------- | --- | ----- |
| 1.  | Supplier                                                                                    | Otis Jackson                                                                                             | 0:48  |
| 2.  | Scarface                                                                                    | - Fredrick Tipton - Jackson                                                                              | 2:06  |
| 3.  | Deeper                                                                                      | - Tipton - Jackson - Curtis McCormick                                                                    | 3:19  |
| 4.  | High (featuring Danny Brown)                                                                | - Tipton - Jackson - Daniel Sewell                                                                       | 2:57  |
| 5.  | Harold's                                                                                    | - Tipton - Jackson                                                                                       | 2:49  |
| 6.  | Bomb (featuring Raekwon)                                                                    | - Tipton - Jackson - Corey Woods                                                                         | 3:43  |
| 7.  | Shitsville                                                                                  | - Tipton - Jackson                                                                                       | 3:31  |
| 8.  | Thuggin'                                                                                    | - Tipton - Jackson - Joachim Sherylee                                                                    | 3:46  |
| 9.  | Real                                                                                        | - Tipton - Jackson                                                                                       | 3:34  |
| 10. | Uno                                                                                         | - Tipton - Jackson                                                                                       | 2:47  |
| 11. | Robes (featuring Domo Genesis et Earl Sweatshirt)                                           | - Tipton - Jackson - Domonique Cole - Thebe Kgositsile                                                   | 5:04  |
| 12. | Broken (featuring Scarface)                                                                 | - Tipton - Jackson - Brad Jordan                                                                         | 4:08  |
| 13. | Lakers (featuring Ab-Soul et Polyester the Saint)                                           | - Tipton - Jackson - Herbert Stevens - Christopher Cleveland                                             | 4:30  |
| 14. | Knicks                                                                                      | - Tipton - Jackson                                                                                       | 3:39  |
| 15. | Shame (featuring BJ the Chicago Kid)                                                        | - Tipton - Jackson - Bryan Sledge                                                                        | 3:03  |
| 16. | Watts (featuring Big Time Watts)                                                            | - Jackson - G. Watts                                                                                     | 1:55  |
| 17. | Piñata (featuring Domo Genesis, G-Wiz, Casey Veggies, Sulaiman, Meechy Darko et Mac Miller) | - Tipton - Jackson - Cole - Glenn Browder - Casey Jones - S. Shabazz - Dimitri Simms - Malcolm McCormick | 8:33  |

| 18. | Deep              | 2:03 |
| 19. | Cold on the Blvd. | 1:19 |
| 20. | Terrorist         | 1:12 |
| 21. | The Morning After | 2:52 |

## Classements hebdomadaires
| Classement (2014)                   | Meilleure position |
| ----------------------------------- | ------------------ |
| États-Unis (Billboard 200)          | 39                 |
| États-Unis (Top R&B/Hip-Hop Albums) | 11                 |
| États-Unis (Top Rap Albums)         | 7                  |
| Royaume-Uni (UK Albums Chart)       | 142                |